# Chariklo (Najade)
Chariklo (altgriechisch Χαρικλώ Chariklṓ) ist eine Najade der griechischen Mythologie.
Sie ist die Tochter des Apollon, des Perses oder des Okeanos, die Gattin des Kentauren Cheiron und von diesem die Mutter des Karystos und der Okyroe Gemeinsam mit ihrem Gatten Cheiron und dessen Mutter Philyra war sie Erzieherin der Heroen Iason und Achilleus.
Eine bildliche Darstellung der Chariklo als Teilnehmerin an der Hochzeit des Peleus und der Thetis findet sich auf der Françoisvase aus dem 6. Jahrhundert v. Chr.